# Pădurea Babadag
Pădurea Babadag este o arie protejată (arie de protecție specială avifaunistică — SPA) din România întinsă pe o suprafață de 57.912 ha, integral pe uscat.

## Localizare
Situl se întinde pe teritoriul administrativ al orașului Babadag și pe cele ale comunelor Baia, Ceamurlia de Jos, Cerna, Ciucurova, Dorobanțu, Horia, Izvoarele, Jurilovca, Mihai Bravu, Nalbant, Ostrov, Peceneaga, Sarichioi, Slava Cercheză, Stejaru și Topolog din județul Tulcea. Centrul sitului Pădurea Babadag este situat la coordonatele 44°53′27″N 28°31′44″E / 44.890867°N 28.528903°E.

## Înființare
Situl Pădurea Babadag a fost declarat arie de protecție specială avifaunistică (ROSPA0091) în octombrie 2007 pentru a proteja 62 de specii de animale. Situl se suprapune cu ariile naturale: Pădurea Babadag - Codru, Rezervația naturală Dealul Bujorului, Rezervația de liliac Valea Oilor, Rezervația botanică Korum Tarla, Rezervația de liliac Fântâna Mare și Vârful Secarul.

## Biodiversitate
Situată în ecoregiunea de stepă, aria protejată nu include niciun habitat protejat.
La baza desemnării sitului se află mai multe specii protejate de  păsări (62): uliu cu picioare scurte (Accipiter brevipes), uliu păsărar (Accipiter nisus), fâsă-de-câmp (Anthus campestris), acvilă țipătoare mare (Aquila clanga), acvilă de câmp (Aquila heliaca), acvilă țipătoare mică (Aquila pomarina), buha (Bubo bubo), pasărea ogorului (Burhinus oedicnemus), șorecarul comun (Buteo buteo), șorecar încălțat (Buteo lagopus), șorecar mare (Buteo rufinus), ciocârlie-cu-degete-scurte (Calandrella brachydactyla), caprimulg (Caprimulgus europaeus), florinte (Chloris chloris), barză albă (Ciconia ciconia), barză neagră (Ciconia nigra), șerpar (Circaetus gallicus), erete de stuf (Circus aeruginosus), erete vânăt (Circus cyaneus), erete alb (Circus macrourus), erete cenușiu (Circus pygargus), porumbel gulerat (Columba palumbus), dumbrăveancă (Coracias garrulus), cuc (Cuculus canorus), ciocănitoarea de stejar (Dendrocopos medius), ciocănitoare neagră (Dryocopus martius), presură de grădină (Emberiza hortulana), șoim dunărean (Falco cherrug), șoim călător (Falco peregrinus), vânturel de seară (Falco vespertinus), muscar (Ficedula parva), codalb (Haliaeetus albicilla), acvilă pitică (Hieraaetus pennatus), frunzăriță galbenă (Hippolais icterina), rândunică (Hirundo rustica), sfrâncioc roșiatic (Lanius collurio), sfrâncioc mare (Lanius excubitor), sfrânciocul cu frunte neagră (Lanius minor), sfrâncioc cu cap roșu (Lanius senator), ciocârlie de pădure (Lullula arborea), ciocârlie de bărăgan (Melanocorypha calandra), codobatură galbenă (Motacilla alba), codobatura galbenă (Motacilla flava), muscar sur (Muscicapa striata), Oenanthe isabellina, pietrar sur (Oenanthe oenanthe), grangur (Oriolus oriolus), pițigoi de livadă (Parus lugubris), pelican mare alb (Pelecanus onocrotalus), viespar (Pernis apivorus), codroșul de pădure (Phoenicurus phoenicurus), pitulice de munte (Phylloscopus collybita), pitulice sfârâitoare (Phylloscopus sibilatrix), ciocănitoare verzuie (Picus canus), mărăcinar negru (Saxicola torquatus), turturică (Streptopelia turtur), graur (Sturnus vulgaris), silvie cu cap negru (Sylvia atricapilla), silvie-mică (Sylvia curruca), silvie porumbacă (Sylvia nisoria), călifar roșu (Tadorna ferruginea), pupăză (Upupa epops).